# Arcadehal

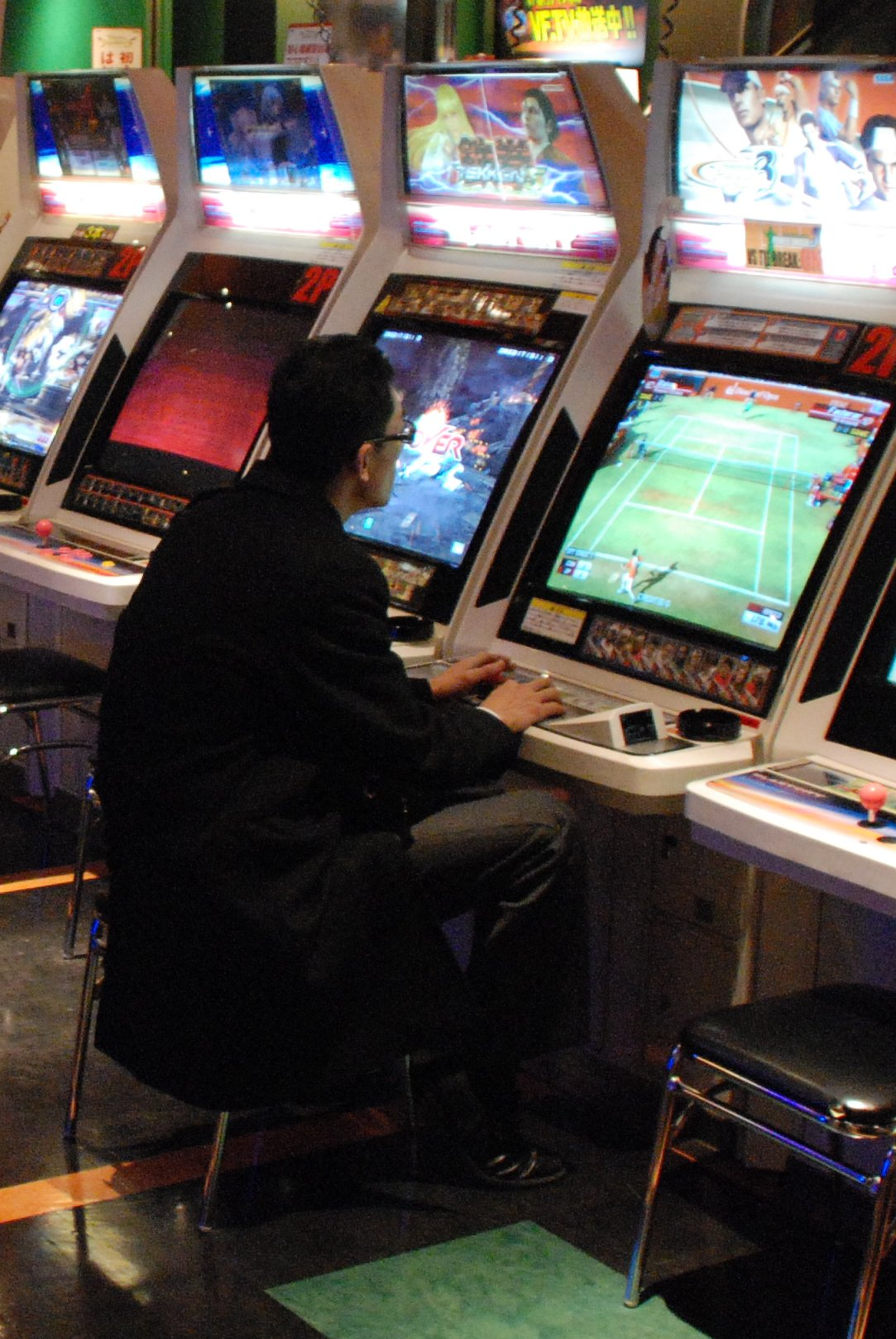
Een speler in een arcadehal.

Een arcadehal (ook speelhal of lunapark) is een plek met videokasten waar men tegen betaling, meestal door het inwerpen van munten of met een pasje met tegoed, computerspellen kan spelen. Vaak staan in deze hallen ook andere spellen, zoals flipperkasten, poolbiljarten, airhockey en gokautomaten. De gokautomaten staan meestal apart, omdat alleen volwassenen hierop mogen spelen. Voor het spelen op deze automaten moet dan ook vaak een legitimatiebewijs worden getoond, als bewijs dat de speler volwassen is.
In de jaren tachtig waren arcadehallen populair en sterk verspreid, maar in de decennia daarna zijn ze grotendeels verdwenen. In pretparken en bijvoorbeeld op de Scheveningse pier wordt deze vorm van vrijetijdsbesteding nog wel aangeboden. Ook op kermissen zijn soms kramen met arcade-spellen te vinden. In grote steden als Rotterdam (2016) en Utrecht (2017) zijn nieuwe speelhallen geopend onder de naam Gamestate en Sir Winston en in Tilburg onder de naam The Gaming Factory. Er wordt meestal gebruik gemaakt van een pasjessysteem. Ook in het Wassenaarse attractiepark Duinrell is sinds 2020 een arcadehal te vinden op de plek waar vroeger de Bumper Frogs(botsauto's) waren te vinden.